# Öşk Vank
Öşk Vank , türkisch, auch Öşkvank, „Öşk-Kloster“; georgisch ოშკი Oschki, ist ein aus dem 10. Jahrhundert stammendes ehemaliges Kloster des mittelalterlichen georgischen Königreichs Tao-Klardschetien. Im Dorf Çamlıyamaç in der Provinz Erzurum im Nordosten der Türkei blieb die Ruine der größten Kreuzkuppelkirche der Region mit einer aufwendigen Bauplastik erhalten.

## Lage
Von der Schnellstraße im Tal des Tortum-Flusses, die Artvin über Tortum mit Erzurum verbindet, zweigt zwei bis drei Kilometer südlich des aufgestauten Tortum-Sees und neun Kilometer nördlich der Kleinstadt Uzundere ein Fahrweg an einem Bach entlang nach Westen in ein anfangs breites flaches Tal ab. Das nach wenigen Kilometern zwischen schroffen Bergen steiler werdende Bergtal führt am Südhang des Mescit Dağları hinauf, einer Gebirgskette mit mehreren um 3200 Meter hohen Gipfeln. Nach acht Kilometern ist, von Süden kommend, die in der Ortsmitte hoch aufragende Kirche zu sehen. Das Dorf Çamlıyamaç liegt auf 1270 Metern Höhe und besitzt am zentralen Platz neben der Kirche eine neue Moschee und einen kleinen Lebensmittelladen.
Neben Öşk Vank sind die am besten erhaltenen georgischen Kirchen der Region Haho in einem Paralleltal wenige Kilometer südlich, sowie Dörtkilise, İşhan und Barhal, die von der Kleinstadt Yusufeli aus erreichbar sind.

## Geschichte

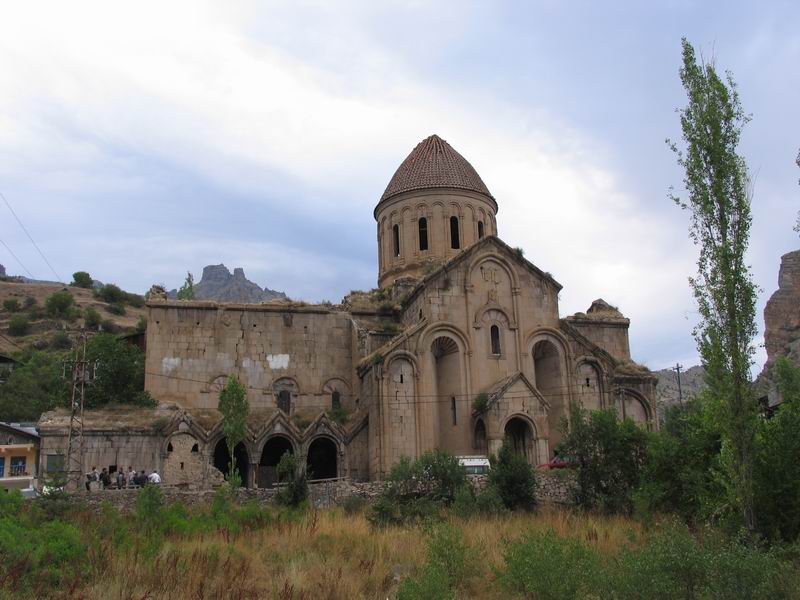
Südseite von den Zufahrtsstraße

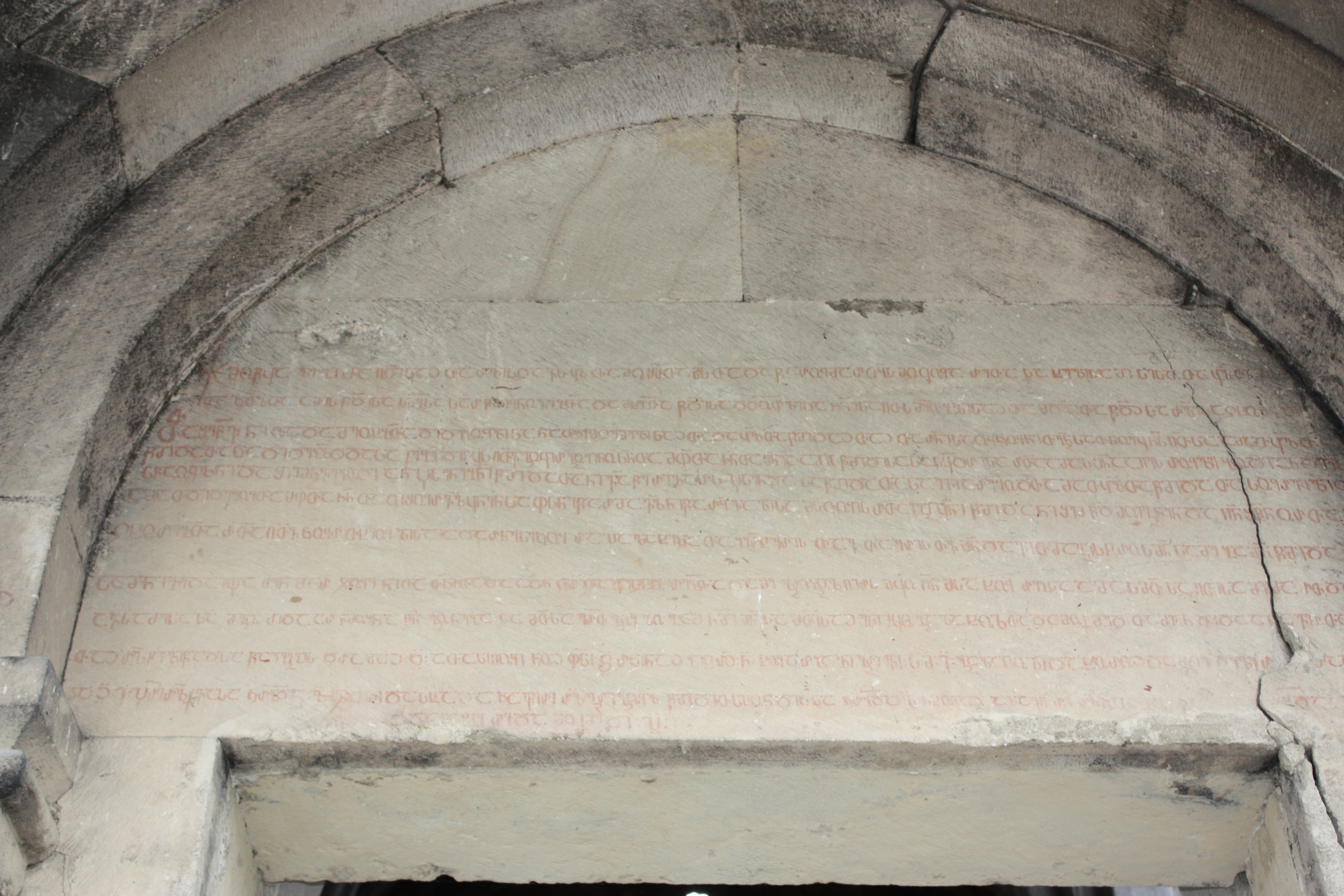
Gründungsinschrift über dem Südportal

Im 9. und 10. Jahrhundert wurden zahlreiche Kirchen und Klöster in Tao-Klardschetien errichtet, das als einziges der georgisch-christlichen Gebiete außerhalb der arabischen Einflusssphäre lag, bevor es Ende des 10. Jahrhunderts mit drei weiteren Fürstentümern zum Königreich Georgien vereint wurde. Das erste Kloster der Region aus der Mitte des 8. Jahrhunderts war Opiza, dieses und viele weitere Klöster entwickelten sich zu bedeutenden Kultur- und Bildungszentren.
Allgemeine Charakteristika georgischer Kirchen sind ihre klare und beeindruckend hohe Bauweise und Blendarkaden um die Fenster an den Außenwänden. Der Grundriss des Langhauses wird mit dem einer Kreuzkuppelkirche kombiniert, deren Kuppel den Platz vor dem Altarraum betont und die von einem durchfensterten Tambour erhöht wird. Vorläufer dieser Bauform sind die im 6. Jahrhundert noch gedrungen wirkenden Basiliken, wie sie im heutigen Georgien erhalten sind. Deren breiter Baukörper wurde bei den Kirchen des 10. Jahrhunderts mächtig erhöht.
Mit dem Bau des Klosters wurde 963 begonnen, ermöglicht durch eine Stiftung des zur Dynastie der Bagratiden gehörenden Herrschers David III. (David der Große, reg. 961–1000) und seines Bruders Bagrat († 966), Söhne von Adarnasse III. Kuropalat. Die Kirche war 973 oder wenig später fertiggestellt.
Auf dem Tympanon des Portals am südlichen Kreuzbau blieb die lange, im Namen des Bauleiters Grigol (Gregor Oschkeli) verfasste Einweihungsinschrift in den roten Buchstaben des Mrglowani, der frühesten georgischen Schrift erhalten. Grigol war wohl der führende georgische Architekt im 10. Jahrhundert. Aus der Inschrift lässt sich entnehmen, dass die Kirche vermutlich Maria und Johannes dem Täufer geweiht war. Sie enthält im Anschluss an die Ehrerweise für die biblischen Heiligen und georgischen Herrscher eine detaillierte Aufstellung der Lohnkosten in Naturalien für die Arbeiter und der sonstigen Aufwendungen.
Als die Region im 11. Jahrhundert zum Byzantinischen Reich gehörte, ließen Kaiser Basileios II. (reg. 976–1025) und Konstantin VIII. (reg. 1025–1028) die Gebäude zwischen 1022 und 1025 renovieren und die Dächer erneuern. Mitte des 16. Jahrhunderts kam Tao-Klardschetien zum Osmanischen Reich. Ab dem 17. Jahrhundert bekannten sich die Georgier Tao-Klardschetiens mehrheitlich zum Islam. Wie andere georgische Kirchen, die zu Dörfern gehören, wurde die Kirche von Öşk Vank in eine Moschee umgewidmet: Vom Ende des 19. Jahrhunderts bis 1980 diente sie als Moschee. Im Jahr 1985 stellte das Ministerium für Kultur den Komplex unter Denkmalschutz.

## Bauform

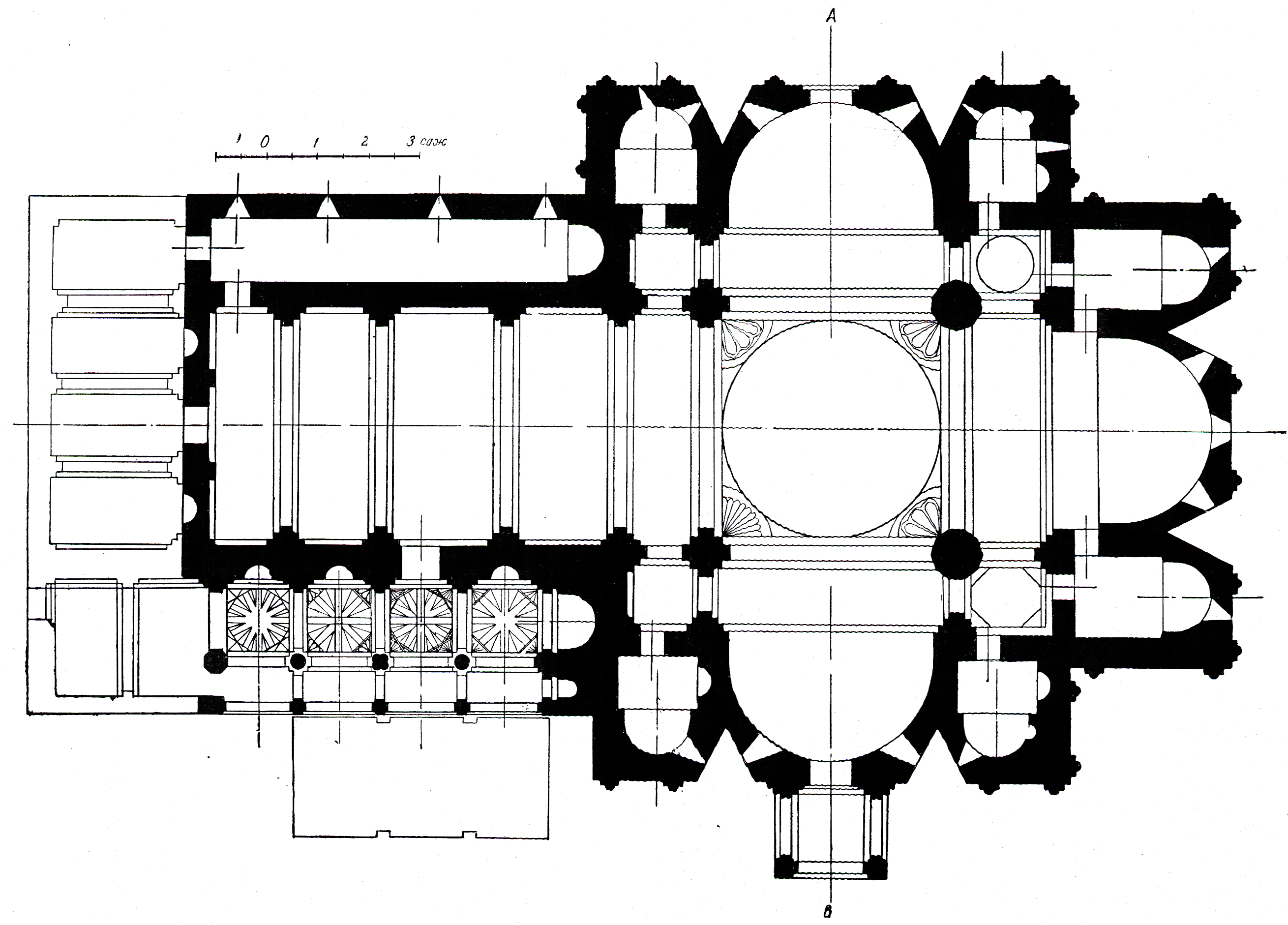
Grundriss

Der ursprüngliche Kirchenbau aus gelblichem Sandstein misst außen 43,8 × 29,7 Meter und stellt die mit Abstand größte Kreuzkuppelkirche der Region dar. Der Kuppelscheitel erreicht die enorme Höhe von 34 Metern. Der Grundriss ist eine Dreikonchenanlage, die durch ein breites Kirchenschiff nach Westen verlängert wird. Das Spitztonnengewölbe des Kirchenschiffs ist fast vollständig eingestürzt, so dass von innen der Blick auf den erhaltenen Tambour und die Kuppel freigegeben wird. Die mittlere halbrunde Apsis innerhalb der Ostwand ist 7,5 Meter breit und 7,3 Meter tief. Sie wird von zwei seitlichen rechteckigen Nebenräumen (Pastophorien) flankiert, die zweistöckig sind und jeweils mit halbrunden Apsiden abschließen. Nach den Regeln eines Zentralbaus entsprechen sich die Apsiden der drei Seiten, die nördlichen und südlichen sind mit 8,3 Metern etwas breiter, aber nur 5,7 Meter tief und werden ebenfalls von (etwas kürzeren) Nebenräumen umgeben. Vier freistehende massive Pfeiler tragen die Zentralkuppel, deren Innendurchmesser neun Meter beträgt. Außen wird sie von einem Kegeldach überragt. Der Übergang von der Quadrat- zur Kreisform des Tambours erfolgt in den Ecken über fächerartige monolithische Pendentifs. Im Kirchenschiff befand sich entlang der Nordwand eine Empore, die über eine einen Meter breite Tür an der Westfassade direkt von außen zugänglich war. Als Aufgang diente wohl eine Holztreppe.
Dem einschiffigen Westbau wurden eine halboffene Südgalerie und ein geschlossener Nebenraum im Norden mit Tonnengewölbe angefügt. Der Raum im Süden wird von vier, prismenförmig ornamentierten Gewölben in einer Reihe zwischen kreuzweisen Gurtbögen überdeckt. An der Außenseite ruhen diese auf Säulen, die im Verhältnis zu den steinernen Dachgiebeln darüber zierlich wirken. Beide Anbauten enden im Osten in Apsiden.

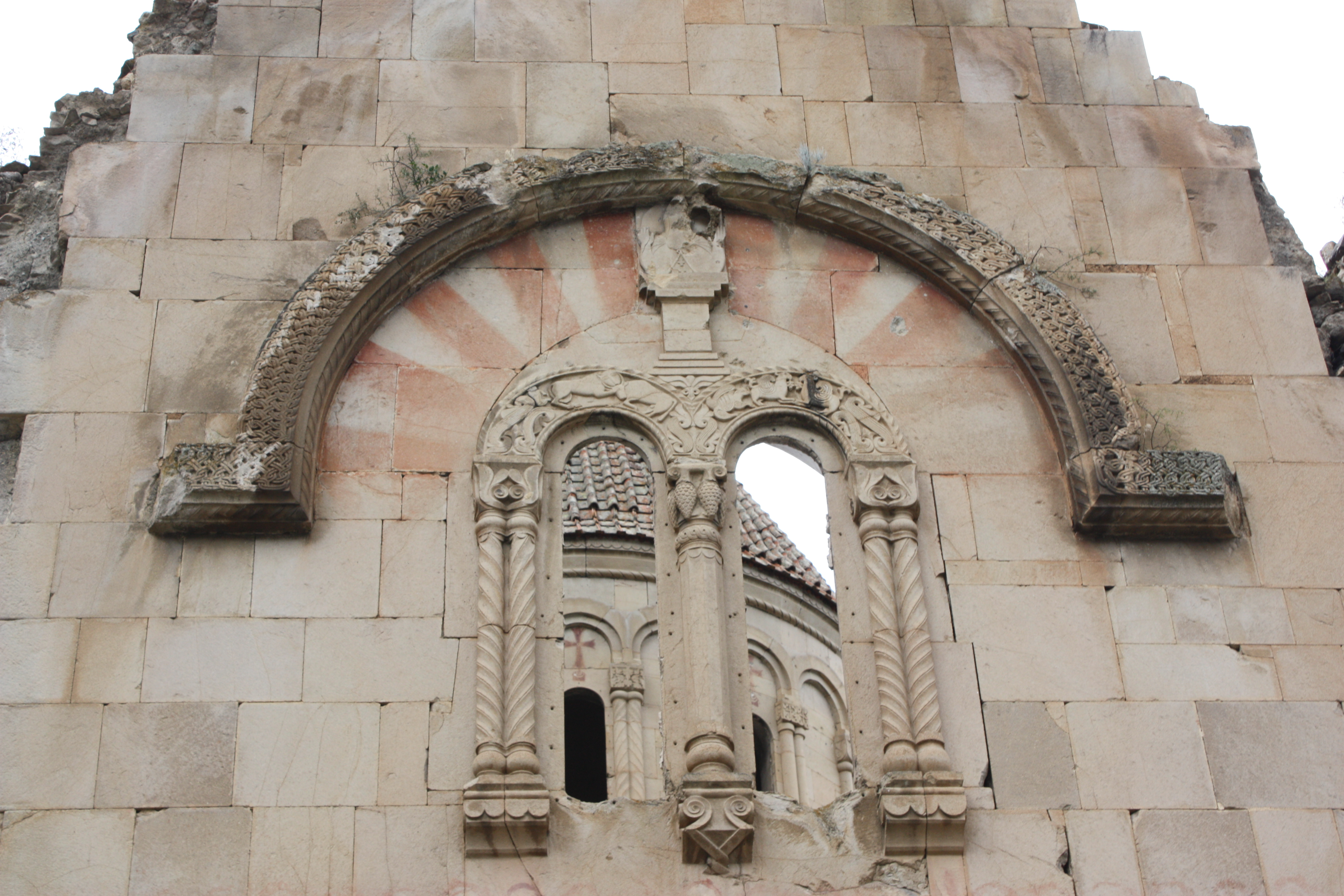
Fensterpaar am Westgiebel. In der Mitte darüber der Säulensteher Symeon. Ohne Dach über dem Kirchenschiff reicht der Blick bis zum Tambour

An den Außenfassaden der drei Konchen schneiden dreieckige Nischen tief in die Wand und markieren so außen die Raumaufteilung zwischen den mittleren und seitlichen Apsiden. Die Giebelwände sind durch fünf Blendbögen, die sich in ihrer Höhe der Dachneigung anpassen, vertikal gegliedert. Einzig an der Westfassade des Hauptschiffs fehlt diese Gliederung. Blickfang am sonst schmucklosen Westgiebel ist ein halbrundes Fensterpaar, das seitlich von gedrehten Doppelsäulen und in der Mitte von einer oktogonalen Säule umrahmt wird. In den Ornamentformen der Blendbögen über den beiden Fenstern sind Tiere zu sehen. Links erlegt ein Löwe einen Stier (Königssymbolik), die Fabeltiere rechts könnten sassanidische Vorbilder haben. In der Fenstermitte zwischen beiden Tiergruppen blickt von der Plattform auf einem Pfeiler die Büste eines Mannes, der seine Arme zum Beten ausbreitet, dem Betrachter entgegen. Es handelt sich entweder um den syrischen Säulensteher Symeon Stylites den Älteren (389–459) oder um den in Antiochia geborenen Symeon Stylites den Jüngeren (521–592), der in den Ostkirchen stark verehrt wurde.
Im hohen mittleren Blendbogen des Südgiebels ragen die Reliefs zweier Engel aus der Fassade. Die linke Figur ist kleiner, aber sorgfältiger ausgeführt und stellt den Erzengel Michael dar, rechts ist der geradlinigere Erzengel Gabriel zu sehen. Ihre Köpfe sind abgeschlagen. Auch der Kopf des Adlers darunter fehlt. Er hält einen Stier in seinen Krallen, ein Symbol der Herrschermacht.
Das bedeutendste Relief an den Außenwänden findet sich an der Südseite des Ostkonchenbaus. Im Hochrelief sind drei Meter über dem Boden fünf 1,46 Meter hohe und 0,7 Meter breite Figuren nebeneinander im Hochrelief dargestellt. Es handelt sich um eine der frühesten monumentalen Deësis-Gruppen der orthodoxen Kirche. Christus in der Mitte in segnender Haltung ist kaum noch erkennbar, ebenso der sich ihm zuwendende Johannes auf der rechten Seite. Auf der linken Seite der Mittelgruppe steht Maria als Gottesmutter. Die drei werden umgeben von den Stiftern Bagrat zur Linken und David III. zur Rechten. Beide übergeben das Modell einer Kirche. Sie sind mit rechteckigen Heiligenscheinen dargestellt, ein Zeichen, dass sie noch gelebt haben, als die Malerei angefertigt wurde. Der Nimbus von David ist noch teilweise erhalten. Eine kniende Figur könnte Baumeister Grigol darstellen. Die Lochreihe der äußeren Umrandungslinie enthielt kostbare Steine.
Der Tambour wird umlaufend durch 24 Blendbögen über gekoppelten gedrehten Halbsäulen strukturiert, die Kapitelle sind mit floralen Mustern verziert, an manchen sind Tiere erkennbar. Jedes zweite Wandfeld enthält ein Fenster.
Im Innern blieben nur wenige Fresken, die großformatige Heiligengestalten zeigen, erhalten. Nach einer Inschrift wurden die Malereien von einem Patriarchen Gagik 1036 in Auftrag gegeben. Das nördliche Apsisrund könnte mit Engeln oder Aposteln ausgemalt gewesen sein. In der Südkonche stellt das linke Freskenfragment eine Kreuzigungsszene dar, das rechte zeigt eine Menschengruppe vor der Rundkirche von Bana. Dazwischen stehen drei größere Figuren, die mittlere wird als Jesus mit einer Schriftrolle in der Hand interpretiert. Am südwestlichen Kuppelpfeiler sind Reliefs mit den Stiftern erkennbar. Sie tragen Kronen, lange Gewänder und in einer Hand ein Kreuz. Laut Inschrift zeigt das linke Relief David und das rechte Bagrat.

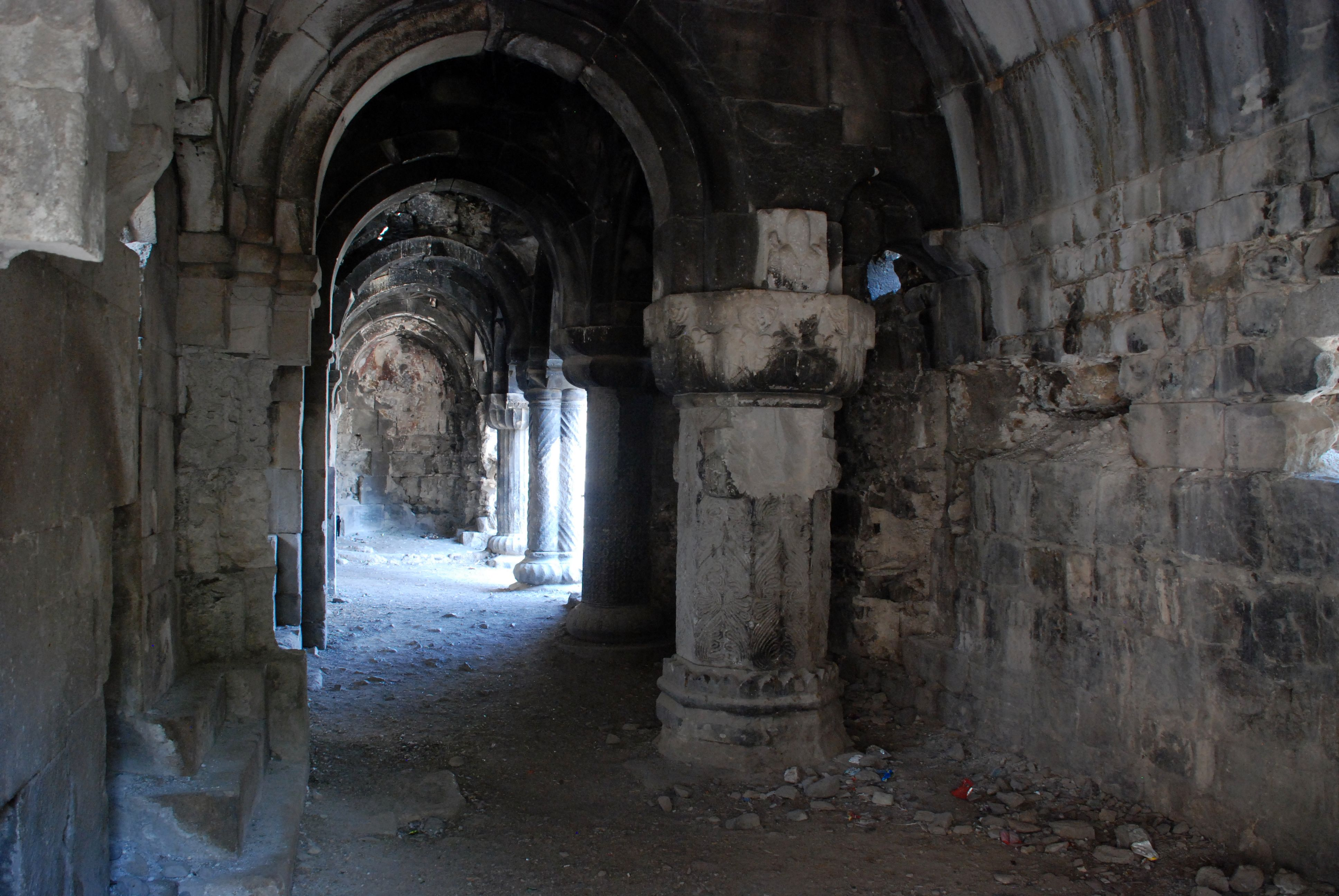
Südgalerie von Westen. Am Pfeiler oben Symeon als Beter, am Schaft Deësis-Gruppe abgeschlagen

In der halboffenen Südgalerie ist der westliche Teil der Außenwand zugemauert, der westliche, die Kuppel tragende Pfeiler in diesem Teil des Raums ist daher im Dunkeln nur schwer erkennbar. Der massive oktogonale Pfeiler trägt ein ebensolches Kapitell. Der Schaft ist vollständig mit feinen Palmettenreliefs verziert, an seinem oberen Ende geht er mit einem Wulst in das Kapitell über. An der Nordseite steht hier zwischen den Palmetten ein Mann mit Bart und langem Gewand. Insgesamt tauchen am Pfeilerschaft 15 kleine Köpfe auf, einige tragen Kronen. Möglicherweise stellen sie Mitglieder der Bagratiden-Familie dar, dann wäre der bärtige Mann der biblische König David, auf den die Bagratiden ihre Abstammungslegende zurückführten. Auf jeder Seite des Kapitells sind zwei Engel in unterschiedlichen Posen dargestellt. Identifiziert wurden ein stehender Engel an der Südwestseite als Erzengel Raphael und die beiden stehenden Engel an der Nordwestseite als Michael und rechts daneben Gabriel. In dieser Höhe ragen vier Steinblöcke aus dem Pfeilerschaft hervor, zwei davon sind mit Reliefporträts der beiden frühchristlichen Krankenheiler Cosmas und Damian verziert. Sie sind an ihren Attributen Sonde und Gefäß in den Händen erkennbar, die Köpfe wurden abgeschlagen. Laut einer heute verschwundenen Inschrift soll die kleine Büste einer Frau mit erhobenen Händen oberhalb von Cosmas die heilige Nino darstellen, die als erste christliche Missionarin Georgiens verehrt wird.
An der Westseite des Pfeilers ist über dem Kapitell die Büste eines Beters in Orantenhaltung zu sehen, sie wird als Symeon der Säulensteher gedeutet. Am oberen Pfeilerschaft an der Westseite wurde in jüngster Zeit eine Deësis-Gruppe mit Maria links und Johannes rechts neben Jesus mit Nimbus abgeschlagen. Jesus und Maria hielten zum Boden reichende Schriftrollen in den Händen. Die Dreiergruppe war frontal dargestellt, nur die Fußstellung zeigte, dass sich die beiden äußeren Figuren Jesus in der Mitte zuwandten. Rechts zwischen den Palmetten unter der Deësis-Gruppe streckt ein bärtiger Mann mit Glatze seine Hände wie bei einem Bittgebet nach oben. Auf der heute praktisch verschwundenen Begleitinschrift neben der Figur stand zu lesen: „Christus möge sich seines Dieners Grigol erbarmen.“ Das lange Gewand mit weitem Gürtel weist diesen Grigol als eine zivile Person aus, folglich kann nur der Architekt des Gotteshauses abgebildet sein.
30 Meter nördlich der Kirche befand sich ein 34 × 19 Meter großes dreischiffiges Gebäude aus grob gefügten Steinen, das möglicherweise als Refektorium (Speisesaal) diente. Daran grenzte ein kleinerer quadratischer Kuppelbau mit einer Lichtöffnung in der Deckenmitte, der als Skriptorium (Schreibstube, in der Abschriften der Manuskripte angefertigt wurden) und Bibliothek gedient haben dürfte. Hinzu kommen die Reste dreier rechteckiger Kapellen zwischen 50 und 200 Meter südwestlich der Kirche. Die kleinere mit 4,3 × 2,5 Metern Außenlänge ist relativ gut erhalten. Von der größeren Kapelle östlich davon blieben nur geringe Reste. Sie besaß einen Hauptraum mit einer Rundapsis und einen im Norden angebauten niedrigen Nebenraum mit Pultdach.